# Bogislaw XIV.

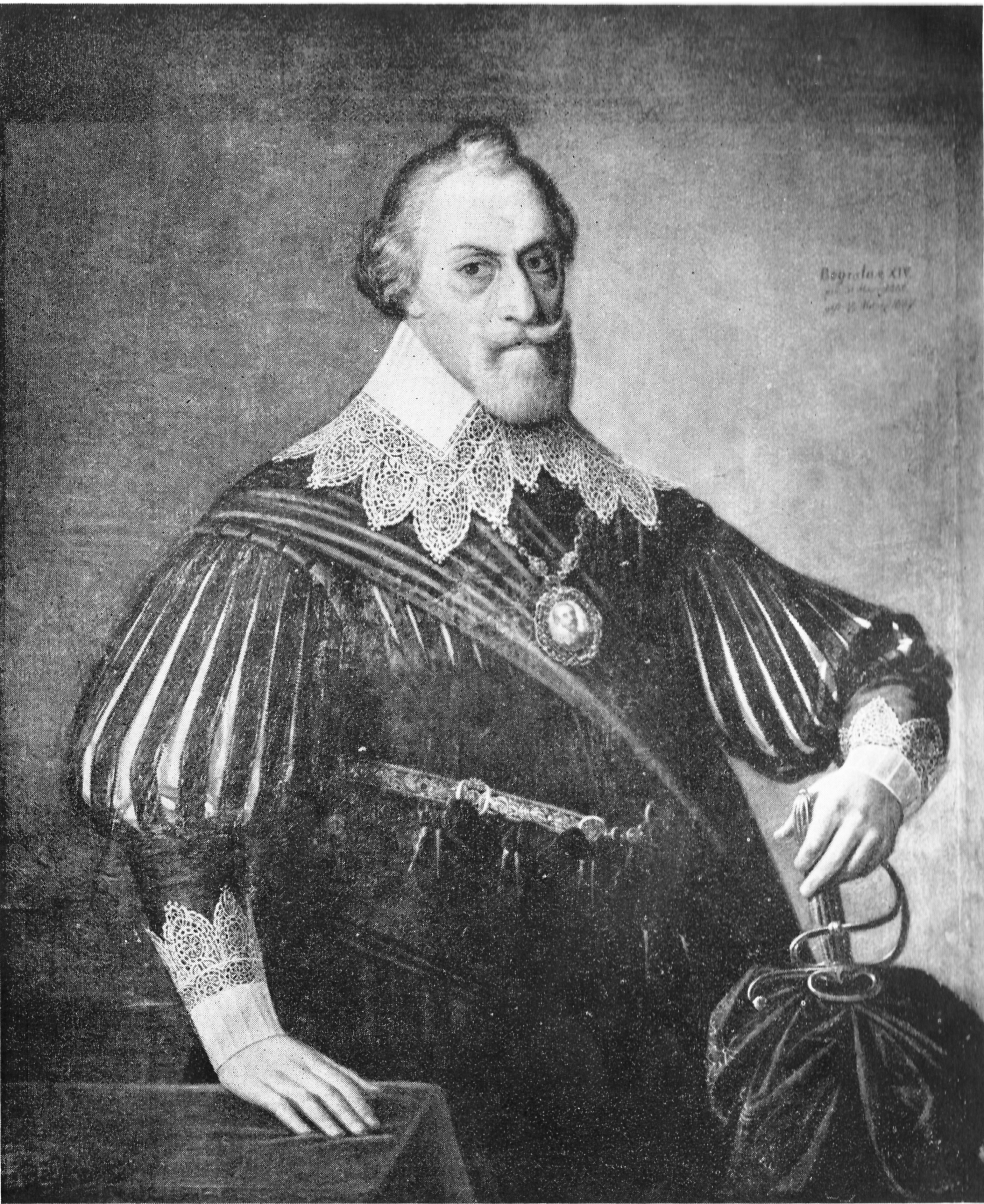
Bogislaw XIV., 1632

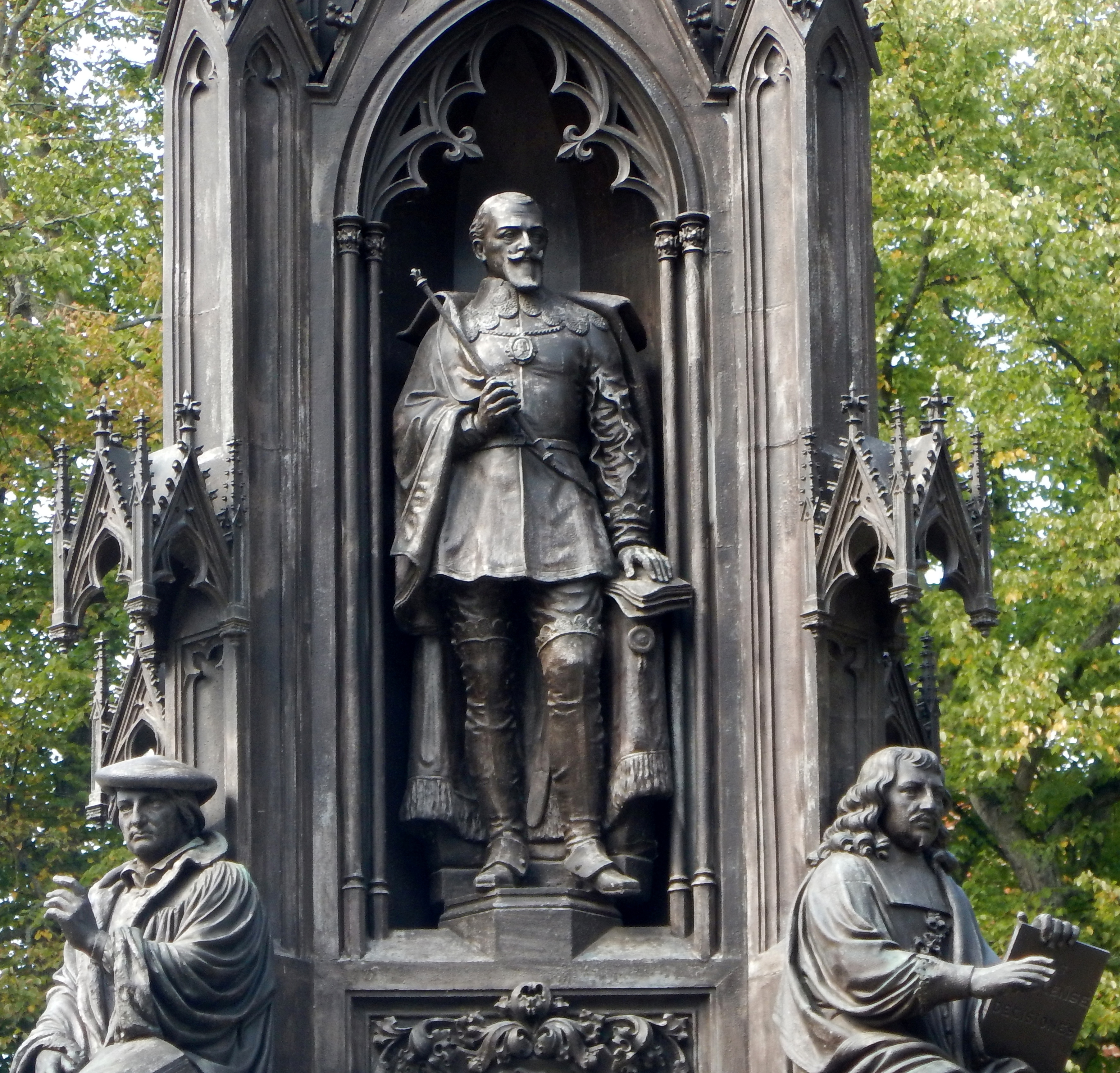
Statue von Bogislaw XIV. am Rubenowdenkmal in Greifswald.

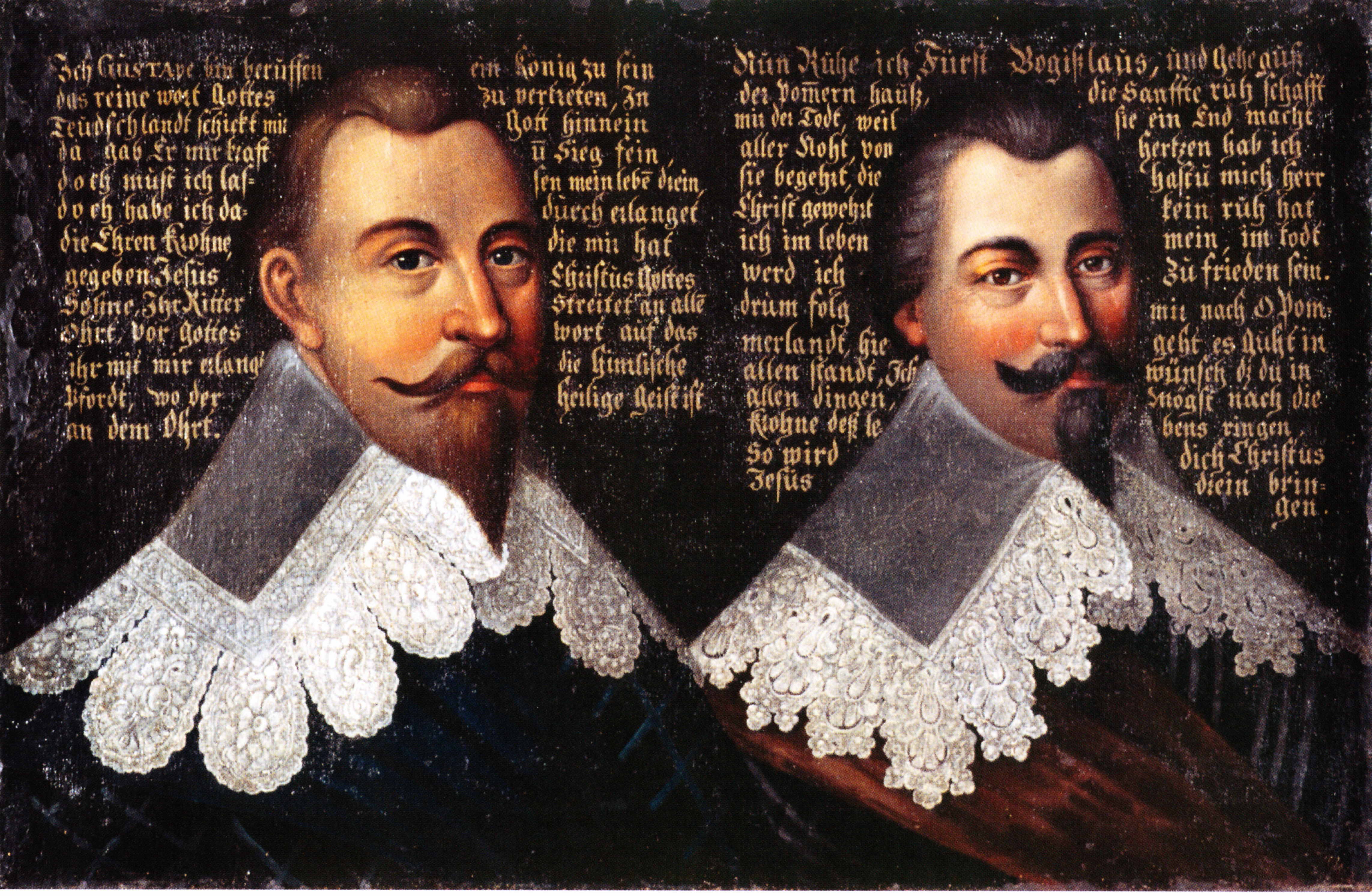
Gustav II. Adolf und Bogislaw XIV. auf einem Doppelbildnis

Bogislaw XIV., auch Bogislav XIV. oder Bogislaus XIV., (* 31. März 1580 in Barth; † 10. März 1637 in Stettin) war Herzog von Pommern-Stettin und gehörte dem Geschlecht der Greifen an. Ab 1622 war er auch Titularbischof von Cammin und ab 1625 Herzog von ganz Pommern. Weil mit Bogislaw das Haus Greif ausstarb, konnten sich der König von Schweden und der Kurfürst von Brandenburg das Herzogtum teilen.

## Leben
Bogislaw XIV. wurde als Sohn des Herzogs Bogislaw XIII. von Pommern und dessen erster Gemahlin Klara von Braunschweig-Lüneburg geboren.
Gemeinsam mit seinem Bruder Georg II. übte er ab 1606 die Verwaltung der Ämter Rügenwalde und Bütow aus, nach dessen Tod 1617 allein.
1615 heiratete er Elisabeth von Schleswig-Holstein-Sonderburg (1580–1653). Diese Ehe blieb kinderlos.
Seit 1618 tobte der Dreißigjährige Krieg, von dem Pommern zunächst verschont blieb. Bogislaw verhielt sich zuerst neutral, konnte aber dem Druck von außen nicht erfolgreich standhalten. Der Aufbau einer eigenen Landesdefension mit dem Aufgebot der Stände und angeworbenen Soldaten kam 1626 über Anfänge nicht hinaus.
Der Schwedisch-Polnische Krieg traf das pommersche Herzogtum nur indirekt. Sein Verwandter Herzog Friedrich von Kurland verbündete sich 1621 trotz der Lehnshoheit von Polen zeitweilig mit den Schweden. So musste sich Bogislaw XIV. beim polnischen König für ihn einsetzen und nahm dessen Bruder Wilhelm bei sich auf.
Durch den Tod seiner Brüder Franz (1620) und Ulrich (1622) wurde er regierender Herzog von Pommern-Stettin und Bischof von Cammin. Nach dem kinderlosen Tod seines Cousins Philipp Julius, der das Teilherzogtum Pommern-Wolgast regiert hatte, übernahm er 1625 auch dort die Herrschaft. Doch die vereinigten Herzogtümer behielten ihre eigenständige Verwaltung. Wie bisher wurden die früheren Landesteile von Stettin und Wolgast aus getrennt verwaltet.
Trotz der Zusicherung des Kaisers, Pommern nicht zu besetzen, marschierte Wallenstein im Sommer 1627 in Holstein, Brandenburg und Mecklenburg und wenig später auch in Pommern ein. Durch die sog. Franzburger Kapitulation vom Herbst 1627 musste Bogislaw der Einquartierung von kaiserlichen Truppen zustimmen. Lediglich Stralsund weigerte sich, Besatzungstruppen aufzunehmen und widerstand mit dänischer und schwedischer Hilfe erfolgreich der Belagerung durch Wallenstein. Ein noch 1628 geschlossener Allianzvertrag zwischen Schweden und Stralsund bedeutete faktisch die politische Selbstständigkeit der Stadt und den Verlust jeglicher Kontrolle durch den Herzog als Landesherrn.
Zwischenzeitlich wurden die einquartierten kaiserlichen Truppen mehrfach verstärkt und entwickelten sich zur regelrechten Landplage. Bogislaw wurde deshalb mehrfach beim Kaiser vorstellig und benutzte dieses Verhalten der Besatzungstruppen später zur Verteidigung seiner Bündnispolitik mit Schweden.
Nach seiner erfolgreichen Landung in Pommern zwang im August 1630 Gustav II. Adolf von Schweden Bogislaw XIV. auf dem Stettiner Schloss zum Bündnis. Der Vertrag vom 25. August, der aus politischen Gründen auf den 10. Juli zurückdatiert wurde, wurde als Defensivbündnis bezeichnet. Der Herzog konnte damit die zivile Verwaltung behalten, aber das Land besetzten schwedische Truppen. Der Paragraph 14 bedeutete jedoch eine Bedrohung des kurbrandenburgischen Anspruchs auf die Erbfolge in Pommern nach dem Grimnitzer Vertrag von 1529, da Schweden das Herzogtum erst zu räumen brauchte, wenn alle seine Satisfaktionsansprüche befriedigt waren. Bogislaw XIV. bemühte sich weiterhin um Neutralität gegenüber Gustav II. Adolf sowie den kaiserlichen Truppen unter Feldmarschall von Arnim, die jedoch bis Sommer 1631 nach der Eroberung von Kolberg und Greifswald durch die Schweden aus dem Land vertrieben wurden.

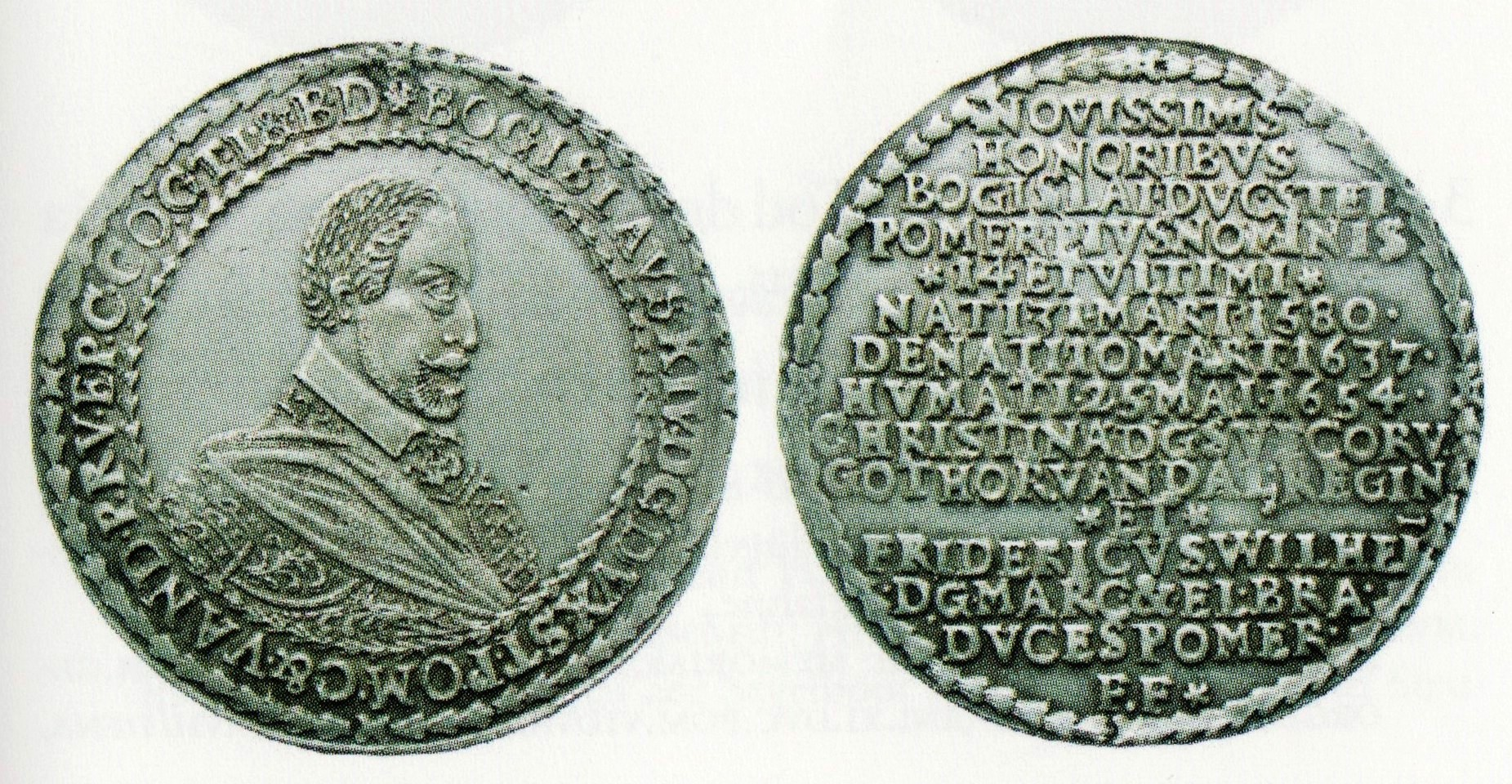
Reichstaler auf die Beisetzung Bogislavs XIV., gestiftet von Christina von Schweden und Friedrich Wilhelm von Brandenburg, 1654

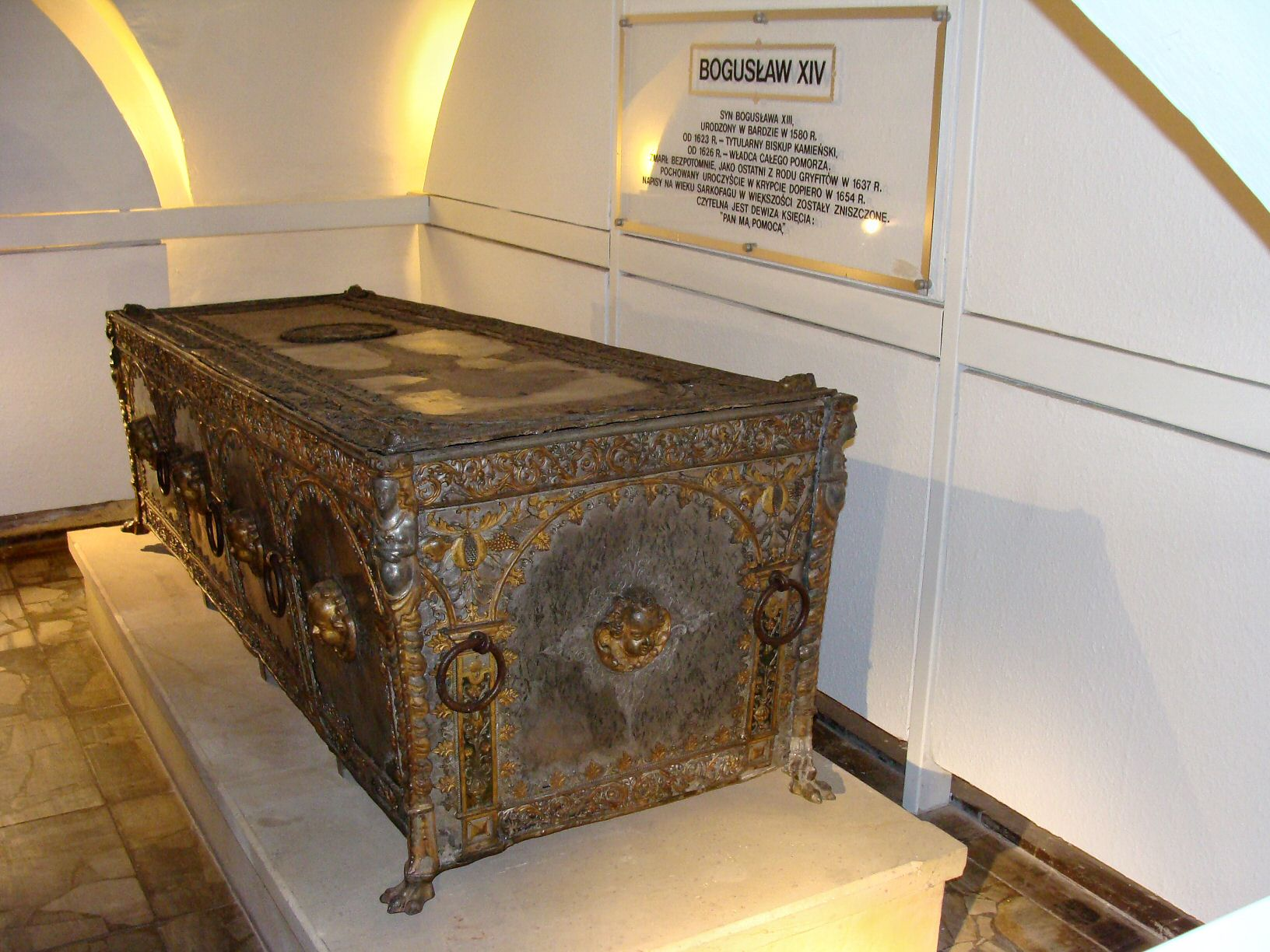
Sarkophag Bogislaws XIV. im Stettiner Schloss

Im Jahr 1632 sicherte der kinderlose Bogislaw XIV. dem Kurfürsten von Brandenburg das Erbfolgerecht nochmals zu. Im Frühjahr 1633 erlitt Bogislaw einen Schlaganfall und war ab da faktisch handlungsunfähig. Es gelang ihm noch, seinen Neffen Ernst Bogislaw von Croy als Wunschkandidaten für die Nachfolge im Amt des Bischofs von Cammin zu nominieren.
Bogislaw XIV. starb am 10. März 1637. Gemäß dem Grimnitzer Vertrag belehnte 1638 Kaiser Ferdinand III. den Kurfürsten Georg Wilhelm von Brandenburg mit dem Herzogtum. Schweden verweigerte jedoch die Herausgabe an Georg Wilhelm, der nur über unbedeutende Streitkräfte verfügte und sich fern in Königsberg (Preußen) aufhielt, bis 1648 der Westfälische Frieden zu einer allgemein anerkannten Lösung führte. Er teilte das Herzogtum Pommern in Schwedisch-Pommern und das brandenburgische Hinterpommern auf.
Es dauerte aber noch bis zum Stettiner Grenzrezess von 1653, bis die letzten Einzelheiten der Grenzziehung zwischen Schweden und Brandenburg geklärt waren. Erst danach waren beide Seiten 1654 bereit, Bogislaws nur aufgebahrten Leichnam in der herzoglichen Gruft in der Stettiner Schlosskirche in einer gemeinsamen Zeremonie beizusetzen.